# Eriocaulon parkeri
Eriocaulon parkeri là một loài thực vật có hoa trong họ Eriocaulaceae. Loài này được B.L.Rob. mô tả khoa học đầu tiên năm 1903.